# Gliese 667
Gliese 667 (GJ 667 / HD 156384 / HR 6426 / MLO 4) es un sistema estelar triple en la constelación del Escorpión situado a 22,7 años luz del sistema solar.
A simple vista se observa como una única estrella tenue de magnitud aparente +5,89.

## Sistema estelar

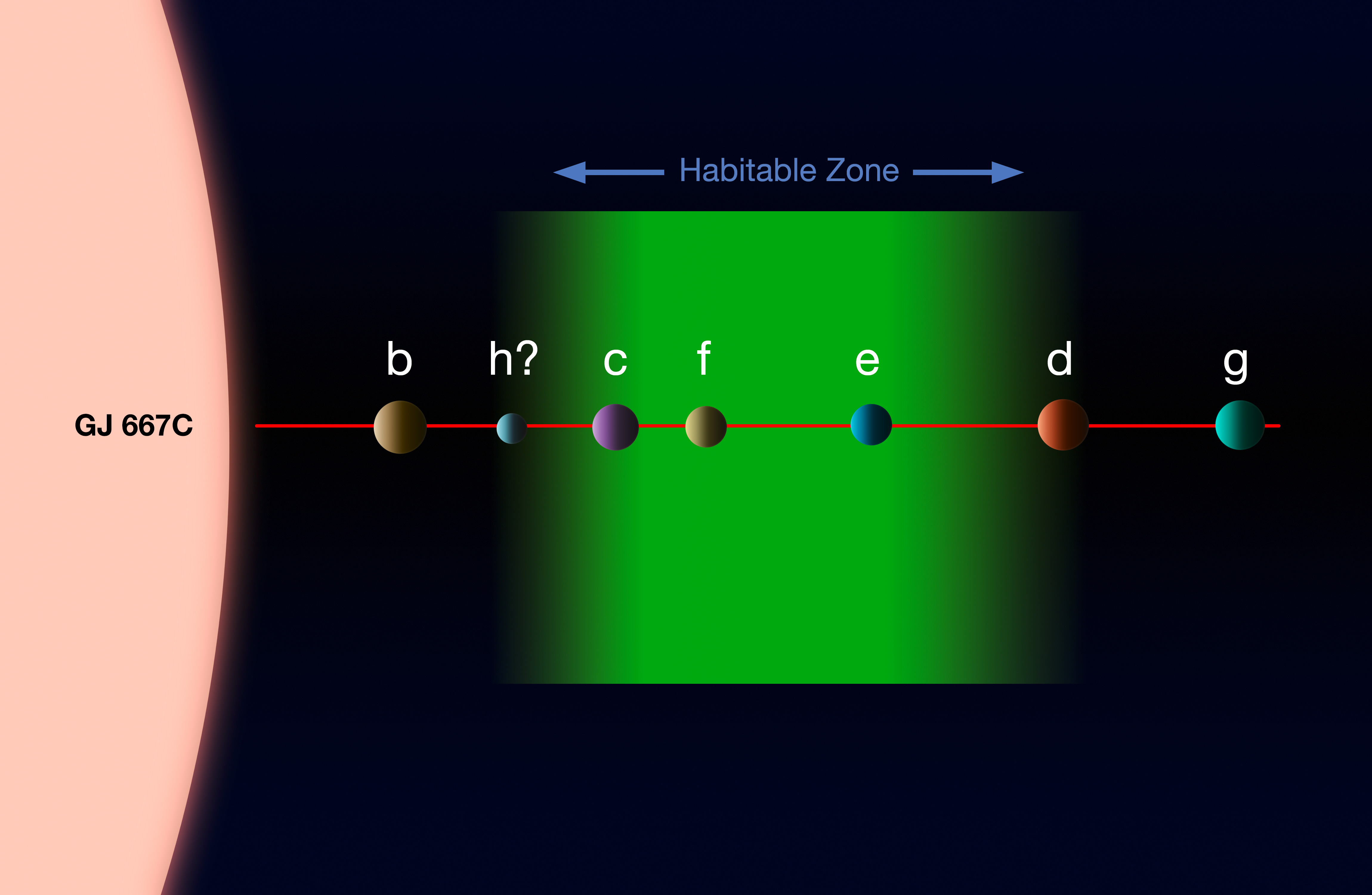
Sistema planetario de Gliese 667C

Gliese 667 constituye un sistema triple, en donde la componente C orbita en torno al par interior formado por A y B. Gliese 667 A, la componente más brillante, es una enana naranja de tipo espectral K3V cuya luminosidad corresponde al 12 % de la luminosidad solar. Tiene una masa de 0,75 masas solares y un radio equivalente al 76 % del radio solar.
Su metalicidad, basada en su abundancia relativa de hierro, es claramente inferior a la del Sol, en torno al 37 % de la misma.
Se piensa que puede ser una estrella variable.
Gliese 667 B es igualmente una enana naranja aunque más tenue que la componente A. De tipo espectral K5V, su luminosidad corresponde al 5 % de la del Sol. La órbita de Gliese 667 A y B es notablemente excéntrica (ε = 0,58), con una separación media entre ambas de 12,6 UA. Su período orbital es de 42,15 años.
Gliese 667 C (LHS 443) es una enana roja de tipo M1.5-2.5V.
Con una luminosidad que corresponde al 1,4 % de la luminosidad solar, tiene un diámetro equivalente al 38 % del solar y una masa aproximada de 0,42 masas solares.
Su separación respecto al par AB ha variado desde 8 a 30,5 segundos sexagesimales entre 1889 y 1948, lo que equivale a una separación real entre 56 y 213 UA.
GJ 2130 A, a 3,5 años luz, es la estrella conocida más cercana al sistema Gliese 667.

## Sistema planetario en Gliese 667C
Está formado por al menos 6 exoplanetas supertierras, más otro del que no está confirmada su existencia. Por orden de proximidad a Gliese 667C son Gliese 667C b, h (no confirmado), c, f, e, d, g. Tres de ellos, Gliese 667C c, Gliese 667C f y Gliese 667C e, están en la zona de habitabilidad de su estrella.
| Planetas (en orden desde la estrella) | Masa (MTierra ) | Período orbital (días) | Semieje mayor (UA) | Excentricidad |
| ------------------------------------- | --------------- | ---------------------- | ------------------ | ------------- |
| Gliese 667C b                         | 5,94 - 12       | ~ 7                    | ~ 0,05             | 0,112         |
| Gliese 667C h (no confirmado)         | ≥1,3 - 2,6      | ~ 17                   | ~ 0,085            | -             |
| Gliese 667C c                         | ≥3,86 - 7,8     | ~ 28,1                 | ~ 0,1251           | 0,001         |
| Gliese 667C f                         | ≥1,94 - 4       | ~ 39                   | ~ 0,15575          | 0,001         |
| Gliese 667C e                         | ≥2.68 - 5.4     | ~ 62,3                 | ~ 0,21257          | 0,001         |
| Gliese 667C d                         | ≥5,21 - 10,4    | ~ 106                  | ~ 0,3035           | 0,019         |
| Gliese 667C g                         | ≥4,41 - 8,8     | ~ 251,5                | ~ 0,538 9          | 0,107         |